# Restoration (EP)
Restoration é um EP exclusivamente digital da banda inglesa de metal progressivo Haken, lançado a 27 de outubro de 2014 pela InsideOut Music. É o primeiro lançamento da banda com o novo baixista Conner Green e o segundo com o produtor e mixador Jens Bogren, que fez seu trabalho em seu estúdio na Fascination Street.

## Contexto e gravações
O EP foi anunciado em 8 de setembro de 2014 pelo perfil oficial do Haken no Facebook. As três faixas do EP são canções retrabalhadas da demo de 2008 do grupo, Enter the 5th Dimension. Comentando sobre a escolha por retrabalhar faixas antigas, o guitarrista Charlie Griffiths afirmou:
| “ | Meramente regravar as canções da demo teria parecido musicalmente redundante e desonesto, já que três de nós [o tecladista Diego Tejeida; Conner e o próprio Charlie] não tocamos nas gravações originais. O som da banda evoluiu consideravelmente nos últimos poucos anos então nós usamos as faixas da demo como pontos de partida e nos demos liberdade para reimaginá-las e torná-las relevantes ao que somos hoje. Essas são agora as versões definitivas e nós não poderíamos estar mais felizes com o que elas viraram. | ” |

A faixa de encerramento, "Crystallised", tem 19 minutos de duração e traz participações especiais do guitarrista Pete Rinaldi (Headspace) e do baterista Mike Portnoy (The Winery Dogs, Flying Colors, ex-Adrenaline Mob, ex-Dream Theater). A banda afirmou, contudo, que Mike não tocaria bateria nem cantaria.
Ao comentar a participação de Mike, o baterista Raymond Hearne disse:
| “ | Mike Portnoy tem sido muito generoso com seu apoio à banda desde que nós lançamos The Mountain no ano passado. Como se o cara não estivesse ocupado o suficiente, nós pensamos que seria legal ter uma pequena aparição dele (apenas por um pouquinho de diversão na verdade) e é bajulador estar agora no estágio em que um músico do calibre de Mike está querendo tanto se envolver com seis caras que sempre foram grandes admiradores de sua música. | ” |

O Haken promoveu um concurso no qual convidava as pessoas a adivinharem o que Mike tocou na faixa. Posteriormente, anunciaram o vencedor e revelaram que Mike tocou um gongo alguns segundos antes do final da faixa.
Em 24 de setembro, a banda lançou um vídeo promocional para "Darkest Light". A canção é baseada na faixa de "Blind", originalmente com duração de 11:40. De acordo com Raymond, a banda conseguiu produzir uma versão com metade da duração original ao cortar "todo o excesso de gordura". Ambas as faixas servem como abertura de seus respectivos lançamentos.

## Faixas
| N.º            | Título                                             | Duração |  |
| 1.             | "Darkest Light"                                    | 6:44    |  |
| 2.             | "Earthlings"                                       | 7:52    |  |
| 3.             | "Crystallised" (com Pete Rinaldi and Mike Portnoy) | 19:23   |  |
| Duração total: | Duração total:                                     | 33:59   |  |

## Músicos
- Ross Jennings - vocais
- Richard "Hen" Henshall - Guitarra e teclados
- Charlie Griffiths - guitarra
- Conner Green - baixo
- Ray Hearne - bateria
- Diego Tejeida - teclados

Músicos adicionais
- Pete Rinaldi - guitarras em "Crystallised"
- Mike Portnoy - gongo em "Crystallised"

Pessoal técnico
- Jens Bogren - mixagem, masterização